# José Míguez Bonino
José Miguez Bonino (Santa Fe, Argentine, 5 mars 1924-Buenos Aires, Argentine, 1er juillet 2012) est un théologien méthodiste argentin, principal représentant protestant de la théologie de la libération avec le Brésilien Rubem Alves.
Il étudia à Buenos Aires et aux États-Unis, devenant pasteur de l'Église méthodiste. Professeur émérite en théologie systématique, il a participé au concile Vatican II en tant que représentant des méthodistes. 